# 柳田瑞季
柳田 瑞季（やなぎだ みずき、1992年9月5日 － ）は日本の女子重量挙げ選手。福岡県出身。九州国際大学職員、ウェイトリフティング部女子監督。

## 略歴
実家は針治療院。中学時代は柔道選手であったが恩師から勧められ福岡県立八幡中央高等学校時代からウェイトリフティングを始めた。大学は地元の九州国際大学に進学した。2014年世界大学選手権48キロ級で2位。2017年全日本選手権48キロ級で優勝。2019年全日本選手権49キロ級で2位。